# Гаррісон Тауншип (округ Аллегені, Пенсільванія)
Гаррісон Тауншип (англ. Harrison Township) — селище (англ. township) в США, в окрузі Аллегені штату Пенсільванія. Населення — 10 157 осіб (2020).

## Демографія
Згідно з переписом 2010 року, у селищі мешкала 10 461 особа в 4674 домогосподарствах у складі 2888 родин. Було 5177 помешкань
Расовий склад населення:
| - 93,8 % — білих - 3,5 % — чорних або афроамериканців - 0,6 % — азіатів - 0,1 % — корінних американців |

До двох чи більше рас належало 1,9 %. Частка іспаномовних становила 0,9 % від усіх жителів.
За віковим діапазоном населення розподілялося таким чином: 20,0 % — особи молодші 18 років, 60,9 % — особи у віці 18—64 років, 19,1 % — особи у віці 65 років та старші. Медіана віку мешканця становила 44,5 року. На 100 осіб жіночої статі у селищі припадало 89,0 чоловіків;  на 100 жінок у віці від 18 років та старших — 84,9 чоловіків також старших 18 років.
Середній дохід на одне домашнє господарство  становив 53 692 долари США (медіана — 48 506), а середній дохід на одну сім'ю — 60 414 долари (медіана — 55 692). Медіана доходів становила 46 458 доларів для чоловіків та 35 395 доларів для жінок. За межею бідності перебувало 15,6 % осіб, у тому числі 31,5 % дітей у віці до 18 років та 6,5 % осіб у віці 65 років та старших.
Цивільне працевлаштоване населення становило 4883 особи. Основні галузі зайнятості: освіта, охорона здоров'я та соціальна допомога — 25,8 %, виробництво — 15,3 %, роздрібна торгівля — 14,3 %.